# Paralympische Geschichte Gambias
| Gelbes Symbol für Goldmedaillen mit stilisierten Olympischen Ringen | Graues Symbol für Silbermedaillen mit stilisierten Olympischen Ringen | Braundes Symbol für Bronzemedaillen mit stilisierten Olympischen Ringen |
| ------------------------------------------------------------------- | --------------------------------------------------------------------- | ----------------------------------------------------------------------- |
| —                                                                   | —                                                                     | —                                                                       |

Die paralympische Geschichte Gambias begann mit den Sommer-Paralympics 2012 in London, bei denen zwei gambische Athleten an den Start gingen. Seitdem hat ab 2012 Gambia an allen Sommer-Paralympics teilgenommen, eine Teilnahme an Winter-Paralympics erfolgte nicht. Bestrebungen gab es schon bei den Sommer-Paralympics 2008 in Peking teilzunehmen, die Namen der beiden Parathleten Aboulie Siyang und Ebrima Joof tauchten in den Listen auf, es wurden aber keine Resultate registriert. Der Grund dazu ist nicht belegt.
Bislang konnte Gambia noch keine Medaille bei den Paralympics gewinnen.

## Übersicht der Teilnehmer

### Sommerspiele
| Jahr      | Athleten           | Athleten           | Athleten           | Flaggenträger      | Sportarten         | Medaillen          | Medaillen          | Medaillen          | Medaillen          | Medaillen          |
| Jahr      | Gesamt             | m                  | w                  | Flaggenträger      | Leichtathletik     |                    |                    |                    | Gesamt             | Rang               |
| --------- | ------------------ | ------------------ | ------------------ | ------------------ | ------------------ | ------------------ | ------------------ | ------------------ | ------------------ | ------------------ |
| 1960–2008 | nicht teilgenommen | nicht teilgenommen | nicht teilgenommen | nicht teilgenommen | nicht teilgenommen | nicht teilgenommen | nicht teilgenommen | nicht teilgenommen | nicht teilgenommen | nicht teilgenommen |
| 2012      | 2                  | 1                  | 1                  | Isatou Nyang       | 1                  |                    |                    |                    |                    |                    |
| 2016      | 1                  | 1                  |                    | Demba Jarju        | 1                  |                    |                    |                    |                    |                    |
| 2020      | 2                  | 1                  | 1                  | Fatu Sané          | 1                  |                    |                    |                    |                    |                    |
| 2024      | 2                  | 1                  | 1                  |                    | 1                  |                    |                    |                    |                    |                    |
| Gesamt    | Gesamt             | Gesamt             | Gesamt             | Gesamt             | Gesamt             | 0                  | 0                  | 0                  | 0                  | -                  |

### Winterspiele
| Jahr      | Athleten           | Athleten           | Athleten           | Flaggenträger      | Sportarten         | Medaillen          | Medaillen          | Medaillen          | Medaillen          | Medaillen          |
| Jahr      | Gesamt             | m                  | w                  | Flaggenträger      | Sportarten         |                    |                    |                    | Gesamt             | Rang               |
| --------- | ------------------ | ------------------ | ------------------ | ------------------ | ------------------ | ------------------ | ------------------ | ------------------ | ------------------ | ------------------ |
| 1976–2018 | nicht teilgenommen | nicht teilgenommen | nicht teilgenommen | nicht teilgenommen | nicht teilgenommen | nicht teilgenommen | nicht teilgenommen | nicht teilgenommen | nicht teilgenommen | nicht teilgenommen |
| Gesamt    | Gesamt             | Gesamt             | Gesamt             | Gesamt             | Gesamt             | 0                  | 0                  | 0                  | 0                  | -                  |